# 다이노하마역
다이노하마역(일본어: 田井ノ浜駅)은 일본 도쿠시마현 가이후군 미나미정에 위치한 임시 철도역이다.
해수욕 계절에만 영업한다.

## 타는 곳
단선 승강장이다.

## 역세권 정보
- 다이노하마 해수욕장
- 도쿠시마 현도 제25호선
- 히와사 도로(국도 제55호선) 유키 나들목

## 역사
- 1964년 7월 11일: 영업 개시.

## 인접역
| 시코쿠 여객철도 ■ 무기 선 | 시코쿠 여객철도 ■ 무기 선 | 시코쿠 여객철도 ■ 무기 선 |
| ------------------------- | ------------------------- | ------------------------- |
| M 18 유키 도쿠시마 방면   |                           | 기키 M 19 가이후 방면     |